# أليخاندرو برايس
أليخاندرو برايس (بالإنجليزية: Alex Bryce)‏ هو لاعب كرة قدم بريطاني، ولد في 22 مايو 1944 في غلاسكو في المملكة المتحدة. لعب مع نادي دندي ونادي فالكيرك ونادي كاودينبيث لكرة القدم ونادي لانارك الثالث.